# Bindungstheorie
Die Bindungstheorie (englisch theory of attachment) fasst Erkenntnisse aus Entwicklungspsychologie und Bindungsforschung (englisch attachment research) zusammen. Diese belegen unter anderem, dass Menschen ein angeborenes Bedürfnis haben, enge und von intensiven Gefühlen geprägte Beziehungen zu Mitmenschen aufzubauen. Diese Konzeption wurde von dem Psychoanalytiker und Kinderpsychiater John Bowlby, dem Psychoanalytiker James Robertson und der Psychologin Mary Ainsworth entwickelt.
Bindungsforschung untersucht, wie sich enge Beziehungen im Laufe des Lebens aufbauen und verändern. Die Bindungstheorie basiert auf einer Sichtweise der frühen Mutter-Kind-Beziehung, die sich auf die emotionalen Bedürfnisse des Kindes konzentriert. Unter anderem Psychoanalyse, Systemtheorie und kognitive Psychologie berücksichtigen die Bindungstheorie in ihren Konzepten und erweitern sie. Mit ihrer Anwendung leistete sie einen großen Beitrag zur Psychotherapie, Entwicklungspsychologie und Pädagogik.

## Entwicklung der Bindungstheorie

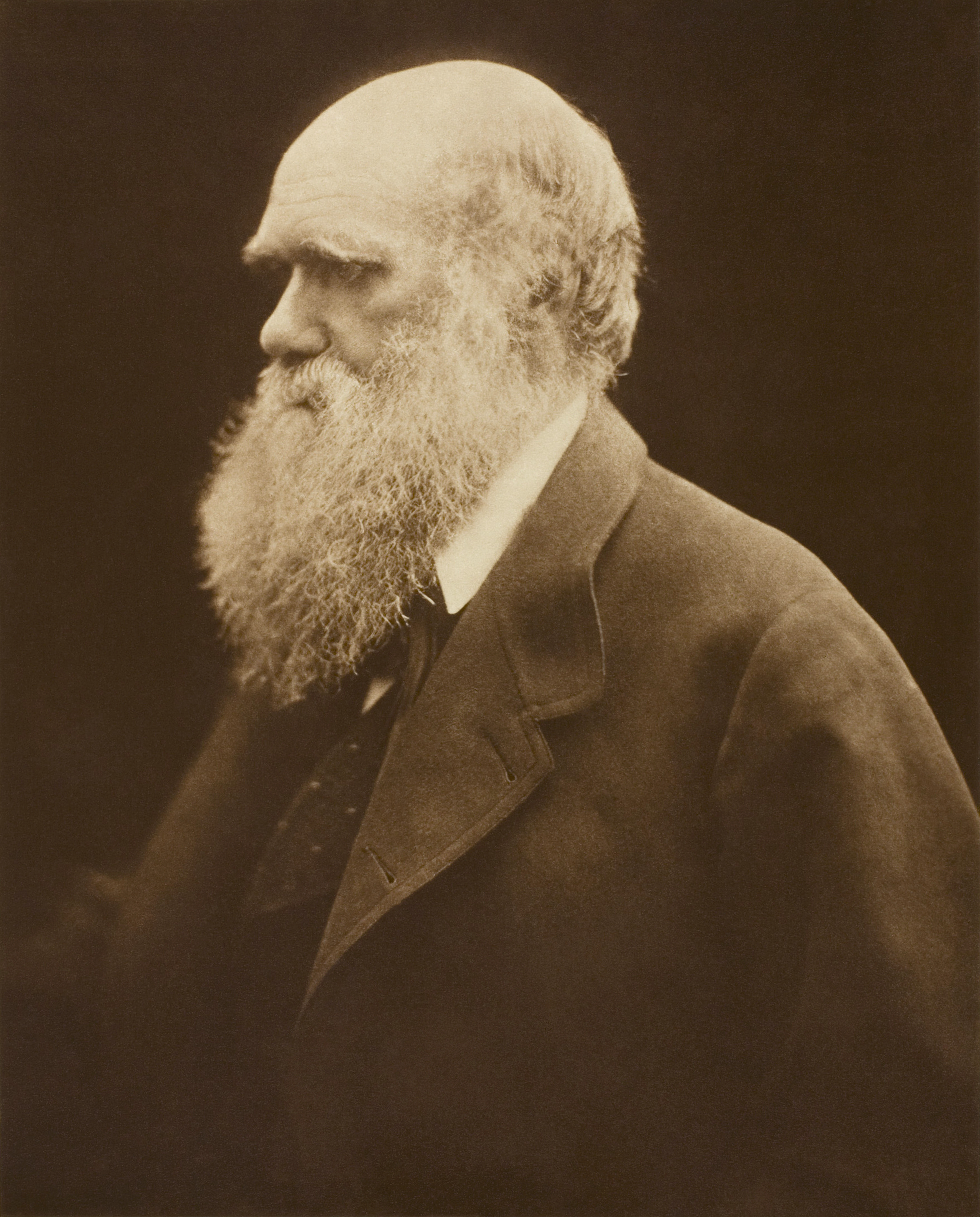
Charles Darwin, vor 1869

Eines der ursprünglichen Anliegen Bowlbys war es, eine wissenschaftliche Basis für den psychoanalytischen Ansatz der Objektbeziehungstheorien herzustellen und psychoanalytische Annahmen empirisch überprüfbar zu machen. Dabei entfernte er sich im Laufe seiner Forschungsarbeit von der Psychoanalyse. Ziel der Arbeiten John Bowlbys als Kinderpsychiater und Psychoanalytiker war es später, die tatsächlichen Wirkungen von Familieneinflüssen auf die kindliche Entwicklung, die verschiedenen Muster der Familieninteraktionen und die generationsübergreifende Weitergabe von Bindungsbeziehungen zu untersuchen. In den Grundzügen seiner Theorie bezog sich Bowlby besonders auf die von Charles Darwin begründete Ethologie (vergleichende Verhaltensforschung), auf die Psychoanalyse und die Pädiatrie.
Brennstoff erhielt die Entwicklung der Bindungstheorie aus der Skepsis ihrer Vertreter gegenüber den Standpunkten, die John B. Watson in den späten 1920er Jahren vertreten hatte; Watson hatte davor gewarnt, Müttern zu erlauben, ihre Kinder zu verhätscheln und zu verzärteln, und damit einen Einfluss auf die Säuglingserziehung genommen, der erst 1946 durch Benjamin Spocks Buch Säuglings- und Kinderpflege gebrochen wurde.

### In den 1940er-Jahren
Erste Sichtweisen formulierte Bowlby 1940 in einem Artikel für das International Journal of Psycho-Analysis, in dem er viele zentrale Ideen der Bindungstheorie vorwegnimmt. Er unterstrich die nachteiligen Auswirkungen früher Eltern-Kind-Trennungen wie z. B. Krankenhausaufenthalte der Kinder ohne Mutter. Eine erste empirische Studie veröffentlichte er 1944. Es war eine retrospektive Studie, die sich mit den Lebensgeschichten von 44 jugendlichen Dieben befasste. Bereits in den 30er Jahren lernte er sie bei seiner Arbeit in einem Heim für verhaltensauffällige Jungen kennen. Er stellte die These auf, dass die Beeinträchtigung der frühen Mutter-Kind-Beziehung ein ausschlaggebender Vorläufer psychischer Störungen sei. Nach Kriegsende wurde J. Bowlby Leiter der „Abteilung für Eltern und Kinder“ an der Tavistock Clinic in London. Dort gründete er eine eigene unabhängige Forschungsgruppe. Zentrales Forschungsthema in dieser Zeit war die Trennung von Müttern und ihren Kindern. Zuvor hatte James Robertson, der in einem Kinderheim von Anna Freud und Dorothy Tiffany Burlingham tätig war, eigene Feldbeobachtungen zu dieser Problematik vorweggenommen und dokumentiert. Er stieß 1948 zur Forschungsgruppe von Bowlby und übernahm die Aufgabe, Kleinkinder in Krankenhäusern und Heimen zu beobachten, die kaum von den Eltern besucht wurden. Dabei drehte er den Film A two-year-old goes to hospital. Die Einsichten aus Robertsons Film und seinen Feldbeobachtungen spielten eine bedeutende Rolle bei der Entwicklung der Bindungstheorie.

### In den 1950er-Jahren
Mary Ainsworth, Psychologin, bewarb sich 1950 um eine Stelle an der Tavistock-Klinik. Ihr Aufgabenbereich umfasste die Forschung über die Auswirkungen von frühen Mutter-Kind-Trennungen auf die Persönlichkeitsentwicklung und unterstand der Leitung von John Bowlby. Im weiteren Verlauf der Klinikzusammenarbeit mit James Robertsons war Ainsworth von dessen Feldbeobachtungen so beeindruckt, dass sie beschloss, seine Methoden zu übernehmen.
Ein weiterer Anstoß zur Theorieentwicklung war der 1951 an Bowlby erteilte Auftrag der Weltgesundheitsorganisation. Er sollte einen Bericht über das Schicksal heimatloser Kinder im Nachkriegs-Europa verfassen. Neue Anregungen und Einsichten dafür gewann Bowlby im gleichen Jahr u. a. durch einen erstmals in englischer Sprache erschienenen älteren Artikel von Konrad Lorenz über die Prägung.

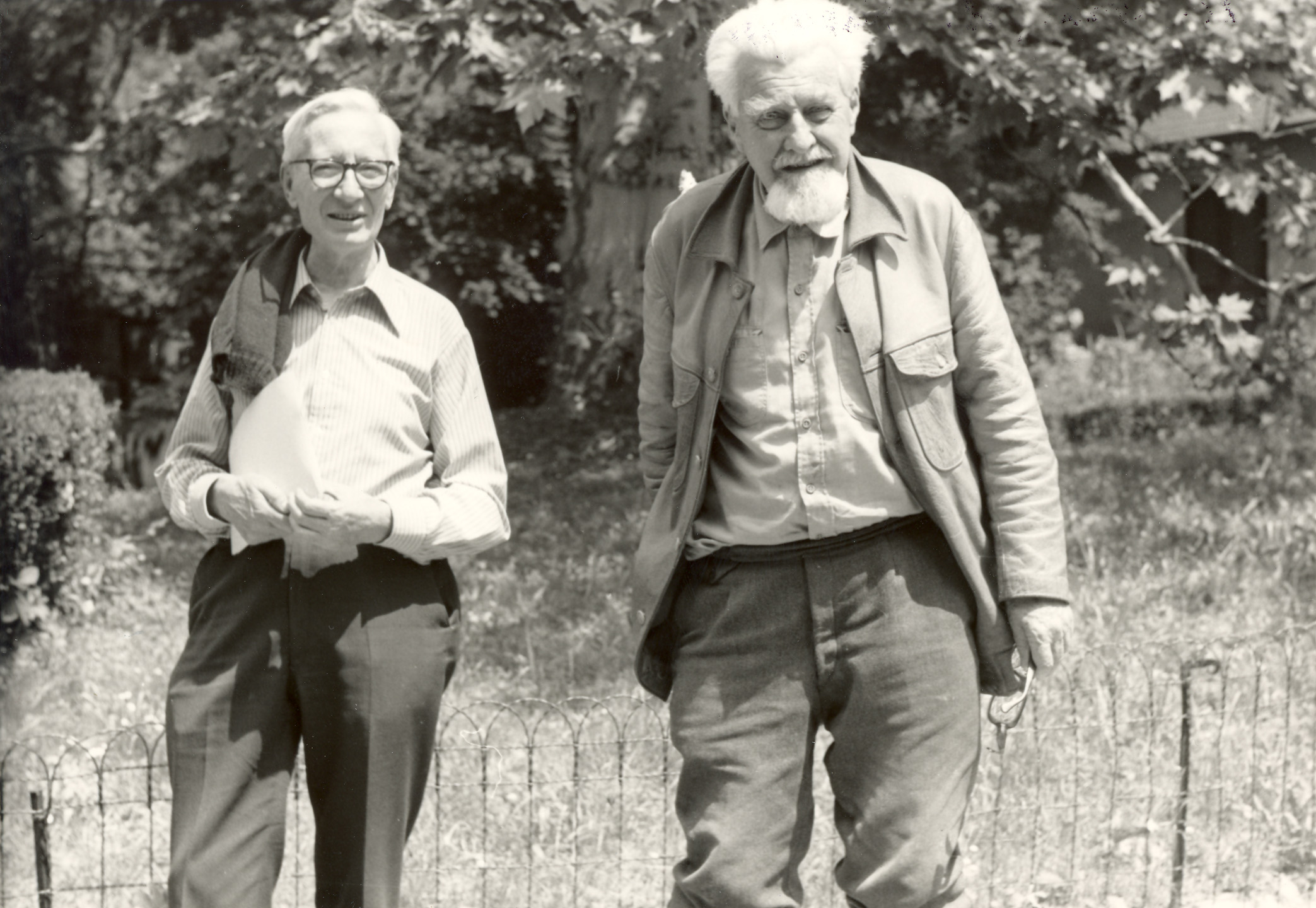
Nikolaas Tinbergen und Konrad Lorenz

Konrad Lorenz, Nikolaas Tinbergen oder Robert Hinde untersuchten das angeborene Verhalten von Tieren. Bowlby formulierte die Vermutung, dass Menschen ebenso mit angeborenen Verhaltensweisen ausgestattet sind wie andere Säugetiere und Vögel.
1952 kam es fast zum endgültigen Eklat zwischen Bowlby mit der Psychoanalytischen Gesellschaft in England, als er in dem von seinem Mitarbeiter James Robertson gedrehten Film A two year old goes to Hospital ein trauriges und kummervolles Mädchen zeigte, das ins Krankenhaus gekommen war und dort, wie es weltweit bei der Behandlung von Kindern in Krankenhäusern üblich war, in gänzlicher Abtrennung von seinen Beziehungs- und Bindungsfiguren einem massiven Verlusterleben ausgesetzt war. Bowlbys schärfste Kritikerin zu dieser Zeit war die Psychoanalytikerin Melanie Klein. Dieser Film gab wichtige Anregungen für die Weiterentwicklung der Theorie.
1953 ging Mary Ainsworth nach Uganda und untersuchte beim Volk der Ganda zunächst die Trennungsreaktionen der Kinder beim Abstillen. Im Verlauf ihrer knapp zweijährigen Feldstudie erweiterte sie ihren Beobachtungsschwerpunkt. Sie beobachtete das Einsetzen und die Entwicklung bestimmter Bindungsverhaltensweisen zwischen den Müttern und Kindern im Alter von 15 Wochen und 2 Jahren. 1955 beendete sie ihre Arbeit an der Studie und ging in die USA. Aufgrund ihrer Tätigkeit als Ärztin und Lehrende kam sie zunächst nicht zu einer Auswertung der Beobachtungsergebnisse. Erst 1958 nahmen Bowlby und Ainsworth ihre Zusammenarbeit wieder auf. Die reiche Datensammlung der „Ugandastudie“ wurde für beide eine wichtige Quelle für die Fortschreibung der Bindungstheorie.
1957 erfolgten Bowlbys erste offizielle Darstellungen zur Bindungstheorie in drei sehr umstrittenen Vorträgen vor der Britischen Psychoanalytischen Gesellschaft in London sowie deren Veröffentlichung ein Jahr darauf im Journal of Psycho-Analysis.
Im gleichen Jahr fand die noch junge Bindungstheorie in der DDR durch einen Aufsatz von Robertson in der Zeitschrift für ärztliche Fortbildung Beachtung und Eva Schmidt-Kolmer stellte in diesem Fachblatt Auszüge aus Bowlbys Aufsatz Maternal Care and Mental Health für die WHO vor. In der Folgezeit kam es Ende der 50er Jahre in der DDR zu umfangreichen vergleichenden entwicklungspsychologischen Untersuchungen zwischen familiengebundenen Säuglingen und Kleinkindern, Tages- und Wochenkrippenkindern sowie Kindern in Säuglingsheimen. Die Untersuchungsergebnisse konnten für die familiengebundenen Kinder hinsichtlich der Morbidität, der physischen und psychischen Entwicklung sowie Adaptionsstörungen bei Milieuwechsel die besten Entwicklungsstände belegen.

### In den 1960er-Jahren
Nach dem Bau der Berliner Mauer 1961 kam es in der DDR zu keinen weiteren Veröffentlichungen der Bindungstheorie und vergleichenden Untersuchungen mit familiengebundenen Kindern. Die bisherigen Forschungsergebnisse wurden nicht weiter publiziert und gerieten, so wie die Bindungstheorie, in den Folgejahren in der DDR in Vergessenheit. Etwa zeitgleich erlebte die Bindungstheorie heftige Anfeindungen von psychoanalytischer Seite. Anna Freud (1960) und René Spitz (1960) kritisierten Bowlby offen für seine von der Psychoanalyse Freuds abweichenden Meinungen. Seine theoretischen Ansätze wurden in dieser Zeit nur ungenügend weiter beachtet.
In dieser Zeit organisierte er immer wieder Treffen zwischen namhaften Wissenschaftlern aus der Säuglingsforschung (wie H. Papoušek, M. Ainsworth, G. Appell) und der Tierforschung (wie H. Harlow, C. Kaufmann). Erste Befunde aus dem „Ugandaprojekt“ wurden hier vorgestellt. Bindung konnte in Zusammenhang mit engem Körperkontakt mit der Mutter gesetzt werden. Die anschließenden lebhaften Diskussionen zwischen den Wissenschaftlern trugen ebenso zur Weiterentwicklung der Bindungstheorie bei.
Dabei griff Bowlby auch lerntheoretische Forschungen auf, die beispielsweise mit Rhesusaffenkindern stattfanden. Harry Harlow hatte herausgefunden: Junge Affen suchen die körperliche Nähe zu Mutterattrappen, die mit Fell bedeckt sind, sie aber nicht füttern – jedoch nicht zu Drahtattrappen, die sie zwar füttern, aber nicht mit Fell bedeckt sind. Damit waren für Bowlby die klassisch psychoanalytische und die lerntheoretische These widerlegt, dass die Beziehung zwischen einer Mutter und ihrem Kind hauptsächlich durch das Füttern bestimmt sei.
Im Weiteren bezog sich Bowlby in seinen Arbeiten auch auf Charles Darwin, wenn er sagte, dass jeder Mensch mit den Verhaltenssystemen ausgestattet ist, die das Überleben der Spezies sichern. Dazu gehört beim Kind das sogenannte Bindungsverhalten. In diesem Zusammenhang stellte er Überlegungen an, welche evolutionsbedingten Vor- oder Nachteile die körperliche Nähe zu oder die körperliche Trennung von einem Muttertier (oder einer Gruppe) für das Individuum haben könnten. Er kam zu dem Schluss, dass es sich bei dem Verhalten wahrscheinlich um einen evolutionsbedingten Schutz vor Raubtieren handelt. Auch Erwachsene fühlen sich in ungewohnten Situationen in der Nähe einer Bezugsperson oder in der Gruppe sicherer. Dies hat vor allem für Jungtiere und Kinder eine Bedeutung, da sie bei der Trennung von der Mutter besonders gefährdet wären.
Mary Ainsworth setzte Anfang der 60er Jahre in der Baltimore-Studie ihre Arbeit über die Mutter-Kind-Bindung fort und untersuchte die Interaktionen von Müttern und Kindern in ihrer natürlichen Umgebung. Sie suchte regelmäßig Familien auf, um das Interaktionsverhalten zu beobachten. Dabei stellte sie Gemeinsamkeiten zwischen Bowlbys Ideen und William Blatz’ „Sicherheitstheorie“ fest.

### Folgejahre bis Gegenwart
Eine ausführliche Fassung der Bindungstheorie formulierte Bowlby in den Folgejahren in seinen Werken Bindung (1969), Trennung (1973) und Verlust (1980). Spätere Forschungen bestätigten indirekt die Bindungstheorie. Ainsworth gelang mit Hilfe von Experimenten eine Bestätigung der Theorie. Sie entwickelte eine experimentelle Situation, in der sich unterschiedliche Qualitäten des Bindungsverhaltens bei Menschenkindern nachweisen ließen. Auf die unterschiedlichen Verhaltensmuster nach der Wiedervereinigung mit den Eltern wurde Ainsworth von Robertson aufmerksam gemacht. Durch dessen 1975 erschienenen Aufsatz über die Reaktionen kleiner Kinder auf kurzfristige Trennung von der Mutter im Lichte neuer Beobachtungen erwachte das Interesse an der Bindungstheorie seitens der Psychoanalyse auch in Deutschland (West) wieder.
Die Bindungstheorie gehört heute zu den etablierten Theorien innerhalb der Psychologie und wird seit den 1990er Jahren stetig weiterentwickelt. Im deutschsprachigen Raum sind hier die Eheleute Hanuš und Mechthild Papoušek sowie Karl Heinz Brisch an der Universität München und Karin und Klaus Grossmann an der Universität Regensburg zu nennen. Letztere begleiteten in Langzeitstudien 102 Neugeborene bis zum Erreichen des 22. Lebensjahres. Viele Forscher untersuchen Bindung und Interaktion von Eltern und Kindern und ziehen daraus Rückschlüsse auf normale sowie pathologische Entwicklungen. Bindungstheoretische Grundlagen werden auch vermehrt in die Psychotherapie von Erwachsenen und Kindern einbezogen.
Neuere Forschungen beziehen sich unter anderem auf die Frage, inwieweit sich die Bindung eines Kindes auf das Lehrer-Schüler-Verhältnis überträgt. Des Weiteren wird die Rolle der Bindung in der Mensch-Tier-Beziehung erforscht. So untersucht die Gruppe um Kurt Kotrschal, wie sich eine unsichere oder desorganisierte Bindung eines Kindes auf die Interaktion mit einem Therapiehund auswirkt.

## Grundlagen der Bindungstheorie

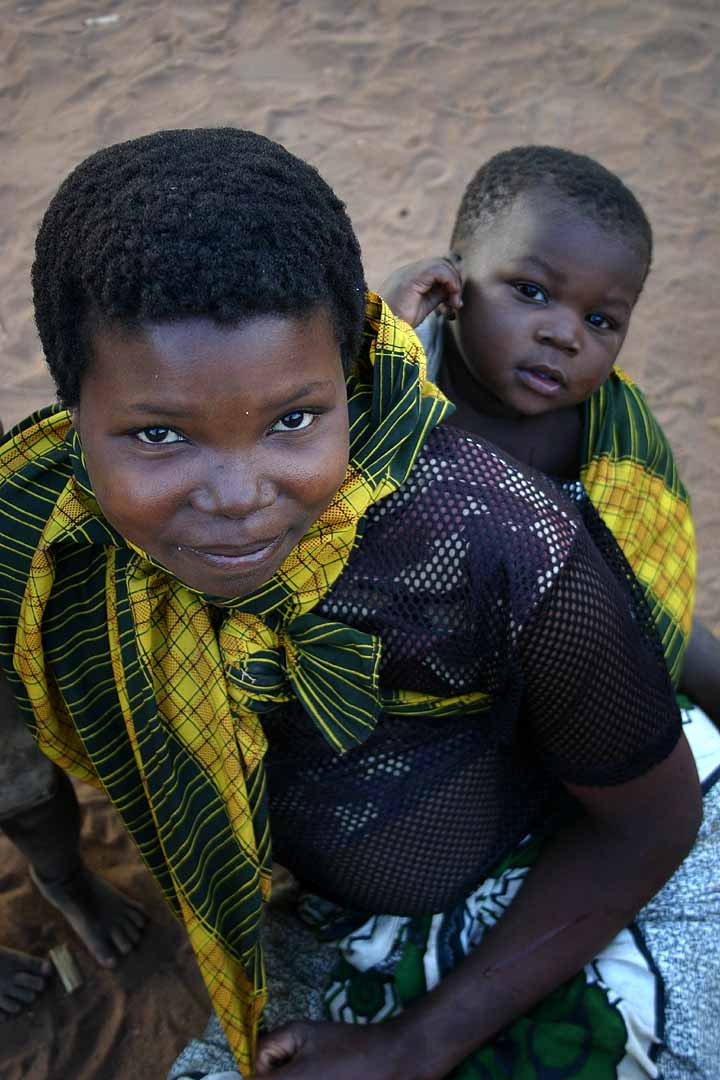
Makua-Mutter mit Kind

Bindung (engl.: attachment) ist die Bezeichnung für eine enge emotionale Beziehung zwischen Menschen. Das Neugeborene entwickelt eine spezielle Beziehung zu seinen Eltern oder anderen relevanten Bezugspersonen. Die Bindung veranlasst das Kleinkind, im Falle objektiv vorhandener oder subjektiv erlebter Gefahr (Bedrohung, Angst, Schmerz) Schutz und Beruhigung bei seinen Bezugspersonen zu suchen und zu erhalten. Bezugspersonen bzw. Bindungspersonen sind die Erwachsenen oder älteren Personen, mit welchen das Kind den intensivsten Kontakt in seinen ersten Lebensmonaten hatte.
Das Bindungsverhalten besteht aus verschiedenen beobachtbaren Verhaltensweisen wie Lächeln, Schreien, Festklammern, Folgen der Bindungsperson usw. Diese Verhaltensweisen werden als ein Verhaltenssystem beschrieben. Es ist genetisch vorgeprägt und bei allen Primatenkindern zu finden, besonders beim Menschen.
Konkretes Bindungsverhalten wird bei Wunsch nach Nähe oder in „Alarmsituationen“ aktiviert. Letztere werden von emotionalem Stress begleitet, beispielsweise bei zu großer Distanz zur Bezugsperson, bei Unwohlsein, Schmerz und Angst. Abgewiesene Bindungswünsche verstärken bindungssuchendes Verhalten, welches ebenfalls bei Wiederkehr einer Bezugsperson beobachtet werden kann.
Nähe zur Bindungsperson mit Blick- und/oder körperlichem Kontakt über eine kurze Zeit beendet i. d. R. bindungssuchendes Verhalten. Das Kind fühlt sich sicher und kann neugieriges Explorationsverhalten (Erkundungsverhalten) zeigen. Hierbei zeigt die häufige Rückversicherung durch Blickkontakt zur Bindungsperson bei jungen Kindern, wie wesentlich sichere Bindung für die Erforschung der Welt und die spätere Aussteuerung beider Pole im Sinne gesunder Autonomie ist.
Bindungsverhalten verändert sich im Laufe des Lebens. Bei älteren Kindern und Erwachsenen ist das „ursprüngliche“, direkt beobachtbare Bindungs- und Explorationsverhalten im Sinne von Annäherung und Entfernung von Bindungspersonen nicht mehr so offensichtlich. Dennoch hat die Forschung auf Basis der Bindungstheorie Zusammenhänge zwischen frühem Bindungsverhalten und dem Verhalten älterer Kinder, Jugendlicher und Erwachsener gefunden. Durch die individuellen Unterschiede in der Eltern-Kind-Interaktion in den ersten Lebensjahren werden nach Bowlby die inner working models (engl. für „innere Wirkungs-/Arbeitsmodelle“) gebildet. Diese werden im Verlauf der Entwicklung in der Psyche eines Menschen relativ stabil repräsentiert (also abgebildet).
Das inner working model beinhaltet die individuellen frühen Bindungserfahrungen sowie die daraus abgeleiteten Erwartungen, die ein Kind gegenüber menschlichen Beziehungen hegt. Sie dienen dazu, das Verhalten der Bindungsperson zu interpretieren und ihr Verhalten vorherzusagen. Nach der Entwicklung im ersten Lebensjahr werden die inner working models zunehmend stabiler. Sie bilden sich zu Bindungsrepräsentationen aus. Während der Begriff der Bindungsrepräsentanz eher auf die psychoanalytische Tradition zurückgeführt werden kann, würden Kognitionspsychologen hier eher von Schemata, also Bindungsschemata sprechen.
Wesentlich ist, dass die sich entwickelnden Bindungstypen aus der Eltern-Kind-Beziehung hervorgehen und somit eine zwischenmenschliche Qualität spiegeln, in die das Verhalten beider Seiten einfließt. Dabei ist für die spätere Bindungsqualität die Feinfühligkeit der Bezugspersonen entscheidend. Unter Feinfühligkeit wird situationsangemessenes und promptes Reagieren erwachsener Bezugspersonen auf die Äußerungen und Bedürfnisse des Säuglings verstanden. Insofern ist das spätere Bindungsverhalten des Kindes weniger Spiegelbild seines Temperaments oder Charakters, sondern primär Ausdruck der erlebten Interaktion mit der Bezugsperson.
Der Begriff Interaktion (synonym: Wechselwirkung) ist eine Bezeichnung zwischenmenschlichen wechselseitigen Verhaltens. In der Sozialpsychologie steht der Begriff heute für jede Art der Wechselwirkung oder wechselseitigen Bedingtheit im sozialen Kontext. John Bowlby hatte ihn zuerst in seinem Aufsatz Über das Wesen der Mutter-Kind-Bindung im Zusammenhang mit dem Sozialverhalten verwendet. Der auf Basis der Bindungstheorie entstandenen empirischen Forschung ist es gelungen, das zum Bindungsverhalten führende frühe Interaktionsverhalten mittels des „Fremde-Situations-Tests“ (s. u.) zu operationalisieren und somit empirisch fassbar zu machen. Dabei hat besonders die Feinfühligkeit seitens der Bezugsperson Einfluss auf die Qualität der Bindung des Kindes.
Bindungsverhalten entwickelt sich im ersten Lebensjahr. Bis zur sechsten Lebenswoche kann hierbei die Bindungsperson beinahe beliebig wechseln. Dann entsteht – etwa gleichzeitig mit dem ersten personenbezogenen Lächeln – eine zunehmend festere Bindung zu einer oder mehreren Personen (bspw. Mutter, Vater, Geschwister oder Pflegemutter). Sobald das Kind sich fortbewegen kann (Lokomotion), ist es ab dem siebten bis achten Monat fähig, sich entweder aktiv in die Nähe der Bezugsperson zu bewegen oder von dieser weg die Umgebung selbstständig zu erkunden (Individuationsphase). Dies wird möglich auf Grund der jetzt wachsenden Objektpermanenz, welche dem Kind die innere Vorstellung eines Objekts ermöglicht, ohne dass ein solches direkt anwesend ist. Ab etwa dem dritten Lebensjahr versucht das Kind das Verhalten des anderen je nach Situation zu beeinflussen.

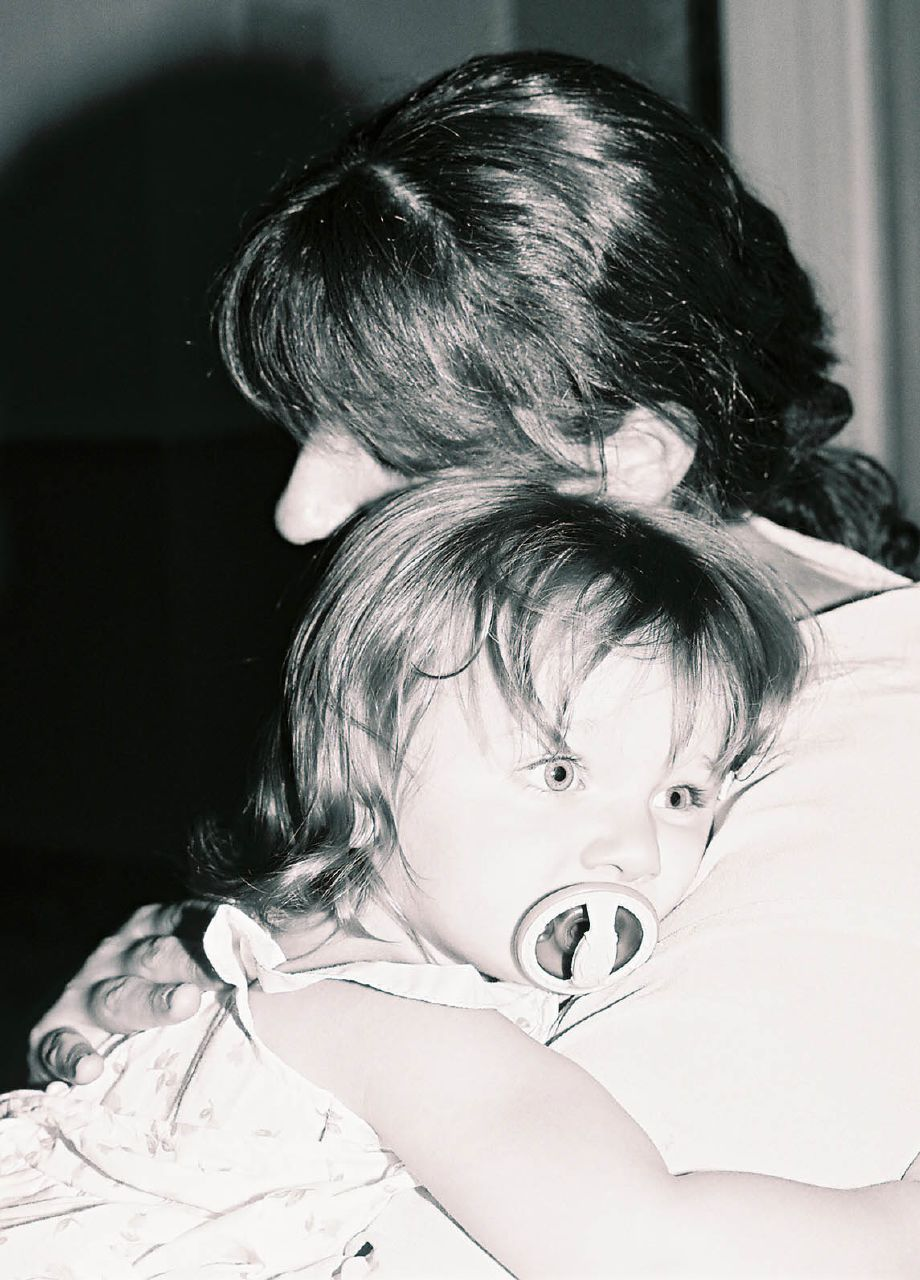
Bindung zwischen Mutter und Kind

Vierphasenmodell der Bindungsentwicklung nach Bowlby 1969:
1. Vorphase: bis ca. 6 Wochen
2. Personenunterscheidende Phase: 6. Woche bis ca. 6./7. Monat
3. Eigentliche Bindung: 7./8. bis 24. Monat
4. Zielkorrigierte Partnerschaft: ab 2 / 3 Jahren

Das individuelle Bindungsverhalten/der Bindungstyp eines Neugeborenen entsteht durch die Anpassung an das Verhalten der zur Verfügung stehenden Bindungspersonen. Hierbei bilden die ersten sechs Lebensmonate die Phase stärkster Prägung. Es kann jedoch von gewisser Plastizität ausgegangen werden: Bindungsverhalten ändert sich gegebenenfalls bei entsprechenden Erfahrungen im Verlauf der Kindheit und Jugend. Hierbei haben sich bestimmte, die Bindung betreffende Schutz- und Risikofaktoren (wie z. B. eine im späteren Leben auftauchende, sichere Bindung oder aber Psychotraumata) als wichtige Einflüsse erwiesen. Im Erwachsenenalter gilt es als relativ konstant und bestimmt spätere enge Beziehungen. Die frühe Mutter-Kind-Interaktion zeigt somit die Tendenz zur Generalisierung. Darüber hinaus belegen Forschungen, dass das Bindungsmuster einen transgenerativen Aspekt aufweist: Unsicher gebundene Kinder haben, wenn sie Eltern werden, überdurchschnittlich häufig wieder unsicher gebundene Kinder. Mittels spezifischer Testverfahren kann mit hoher Wahrscheinlichkeit von Aussagen werdender Mütter über ihr Ungeborenes die spätere Entwicklung eines bestimmten Bindungstypus des Kindes vorhergesagt werden.
Im Verlauf ontogenetischer Entwicklung wurden signifikante Zusammenhänge zwischen der Bindungsqualität im Alter von einem Jahr und einer Psychopathologie im Alter von sechs Jahren gefunden. Neuere Forschungen in dem Bereich weisen zudem auf signifikante Zusammenhänge zwischen sicherer Bindung und psychischer Stabilität bzw. unsicherer Bindung und psychopathologischen Störungen (emotionale Störungen des Jugendalters, Borderline-Persönlichkeitsstörungen, Angststörungen, Impulskontrollstörungen und Abhängigkeitserkrankungen) hin.

## „Fremde Situation“
Siehe hierzu den Hauptartikel: Fremde Situation
Mary Ainsworth und ihre Kollegen entwickelten 1969 mit der sogenannten Fremden Situation ein Setting zur Erforschung kindlicher Bindungsmuster. Dabei stützten sie sich auf frühere experimentelle Arbeiten aus dem Umfeld des Gestalttheoretikers Kurt Lewin, nämlich die von F. Wiehe zum „Behavior of the child in strange fields“ (Ende der 1920er-Jahre) und die von Jean M. Arsenian (1943) zum Verhalten von „Young children in an insecure situation“.
Daran anknüpfend gelang es Mary Ainsworth, individuelles kindliches Bindungsverhalten im Sinne von Bowlbys Theorie in einer qualitativen Testsituation beobachtbar zu machen. Hierbei finden 11 bis 18 Monate alte Kinder die typischen Gegebenheiten in einer annähernd natürlichen Situation vor, die nach Bowlbys Theorie sowohl Bindungs- als auch exploratives Verhalten aktivieren. Wesentlich für die Analyse des Bindungsmusters ist das Verhalten des Kindes bei An- bzw. Abwesenheit der Mutter sowie bei deren Rückkehr. Dieses wird mittels Videokamera aufgezeichnet und hinsichtlich der Verhaltens- bzw. Bewältigungsstrategien des Kindes bei Trennungsstress analysiert. Heute ist es möglich, die Bindung bis zu einem Alter von 5 Jahren durch das Testverfahren zu bestimmen.
Zunächst wurden lediglich drei Ausprägungen von Bindungstypen festgestellt, welche sich innerhalb der Interaktion mit der Bindungsperson entwickeln können: sicher (B), unsicher-vermeidend (A) und unsicher-ambivalent (C).
Später kam im Zuge der Untersuchung schwer vernachlässigter Kinder die Kategorie desorganisiert (D) hinzu; das kindliche desorganisierte Verhalten konnte mit der Unmöglichkeit, Bindungsverhalten aufzubauen, in Verbindung gebracht werden.

## Bindungstypen des Kindes

### Die vier Bindungstypen
In einer Fremden Situation aber auch in anderen Untersuchungskonstellationen konnten bestimmte Bindungstypen klassifiziert werden. Das Bindungsverhalten ist sehr vielfältig und oft individuell unterschiedlich in der Ausprägung. Heute werden meist vier Bindungsqualitäten bei Kindern genannt:
| Bindungstyp                  | Abk.  | Beschreibung | Verhalten in der Testsituation |
| ---------------------------- | ----- | --- | --- |
| Sichere Bindung              | B-Typ | Solche Kinder haben eine emotional offene Strategie und verleihen ihren Gefühlen Ausdruck. | Wenn die Bezugsperson den Raum verlässt, weinen, schreien die Kinder und wollen ihrer Bezugsperson folgen. Sie lassen sich nicht von der Testerin trösten. Bei der Rückkehr der Bezugsperson suchen sie Körperkontakt und wollen z. B. auf den Arm genommen werden. So beruhigen sie sich schnell wieder. Sie nutzen ihre Bezugsperson als sichere Ausgangsbasis, von welcher aus sie den Raum explorieren und auch mit der Testerin in Kontakt treten. Das Hormon Cortisol wird bei Stress ausgeschüttet. Diese Situation bedeutet Stress und somit eine Cortisolausschüttung. Bei Wiederkehr der Bezugsperson nimmt das Cortisol prompt wieder ab, da die Stressregulierung über die Nähe zur Bezugsperson erfolgt. |
| Unsicher-vermeidende Bindung | A-Typ | Die Kinder zeigen eine Pseudounabhängigkeit von der Bezugsperson. Sie zeigen auffälliges Kontakt-Vermeidungsverhalten und beschäftigen sich primär mit Spielzeug im Sinne einer Stress-Kompensationsstrategie. | Sie wirken bei der Trennung von der Bezugsperson unbeeindruckt; sie zeigen ihre Emotionen nicht offen, sondern versuchen jeden Ausdruck zu vermeiden. Bei der Wiederkehr der Bezugsperson ignorieren die Kinder diese. Häufig wird die Testerin der Bezugsperson vorgezogen. Exploratives Verhalten überwiegt. Die Situation bedeutet für das unsicher-vermeidende Kind jedoch ebenfalls Stress. Hier erfolgt die Regulierung aber nicht über die Bezugsperson und der Cortisolspiegel bleibt über mehrere Stunden erhöht. |
| Unsicher-ambivalente Bindung | C-Typ | Diese Kinder verhalten sich widersprüchlich-anhänglich gegenüber der Bezugsperson. | Sie wirken bei der Trennung massiv verunsichert, weinen, laufen zur Tür, schlagen gegen diese und scheinen absolut überwältigt vom Trennungsschmerz. Bei der Rückkehr der Bezugsperson klammern sie sich an diese, lassen sich aber dennoch kaum beruhigen. Auch in Anwesenheit der Bezugsperson interagieren sie kaum mit der fremden Person. Sie wirken wie hin- und hergerissen zwischen dem Bedürfnis nach Nähe zur Bezugsperson und gleichzeitigem Ärger auf diese Person. Auch hier bleibt der Cortisolspiegel längerfristig erhöht, da keine adäquate Regulierung stattfindet. |
| Desorganisierte Bindung      | D-Typ | Hauptmerkmal solcher Kinder sind bizarre Verhaltensweisen wie Erstarren, Im-Kreis-Drehen, Schaukeln und andere stereotype Bewegungen sowie völlige Emotionslosigkeit.                                          | Diese Kinder haben keine Verhaltensstrategie in bindungsrelevanten Stresssituationen, um mit der Trennungs- und Wiedervereinigungssituation umzugehen. Die Angst lähmt, lässt sie erstarren und überfordert. Vorherrschende Gefühle sind Ohnmacht, Überwältigung, Hilflosigkeit und Kontrollverlust. Dies ist durch sich emotional widersprechende, nicht zu einem einheitlichen Muster integrierbare Bindungserfahrungen begründet. Z. B. bietet die Bindungsperson teilweise emotionale Sicherheit, teilweise ist sie jedoch auch die Quelle der Angst. Dies tritt beispielsweise bei Misshandlung durch die Bezugsperson auf. Die Bezugsperson fügt dem Kind lebensbedrohliche Gewalt zu, ist aber gleichzeitig die einzige Person, die das Kind versorgt. Es besteht eine Abhängigkeit von der Bedrohung und das Kind befindet sich somit in einer Situation, in der es nur verlieren kann: entweder die Bezugsperson, oder die eigene Unversehrtheit. Bei diesen Kindern ist der Cortisolspiegel dauerhaft erhöht. |

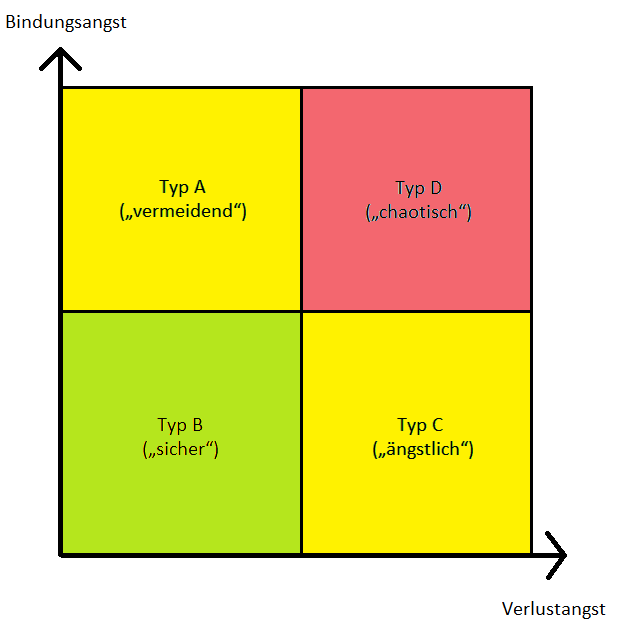
Einfache Illustration der vier Bindungstypen, angeordnet entlang der alltagspsychologischen Konzepte Bindungsangst und Verlustangst. (Teilweise wird aber auch die Störung, die hier „Verlustangst“ genannt wird, als Bindungsangst identifiziert, und die, die hier „Bindungsangst“ genannt wird, „Bindungsvermeidung“ genannt.)

#### Sichere Bindung
Für die sichere Bindung eines Kindes hat sich die Bezeichnung B-Bindung etabliert. Sicher gebundene Kinder entwickeln aufgrund von elterlicher Feinfühligkeit eine große Zuversicht in die Verfügbarkeit der Bindungsperson. Diese Feinfühligkeit in der Eltern-Kind-Interaktion ist gekennzeichnet durch die prompte Wahrnehmung der kindlichen Signale, der richtigen Interpretation dieser und einer angemessenen sowie prompten Reaktion auf diese Signale, welche keine starke Frustration beim Kind hervorruft.
Diese Kinder weinen durchaus innerhalb der „fremden Situation“. Sie zeigen die Gefühle deutlich, akzeptieren den Trost einer fremden Frau (einer zum Test gehörenden Helferin) im Raum sogar zum Teil. Obwohl die Trennung auch bei sicher gebundenen Kindern mit negativen Gefühlen verbunden ist, vertrauen sie darauf, dass die Bindungsperson sie nicht im Stich lassen oder in irgendeiner Weise falsch reagieren wird. Die Bindungsperson erfüllt in einer derartigen Bindung die Rolle eines „sicheren Hafens“, der immer Schutz bieten wird, wenn das Kind dessen bedarf. Die Kinder sind traurig, dass die Bindungsperson nicht bei ihnen ist – und gehen davon aus: „Sie kommt zurück.“ Erscheint die Bindungsperson im Raum, freuen sich die Kinder. Sie suchen Nähe und Kontakt, wenden sich kurz danach wieder der Exploration des Raumes zu.

#### Unsicher-vermeidende Bindung
Kinder vom Typ A-Bindung reagieren scheinbar unbeeindruckt, wenn ihre Bindungsperson hinausgeht. Sie spielen, erkunden den Raum und sind auf den ersten Blick weder ängstlich noch ärgerlich über das Fortgehen der Bindungsperson. Durch zusätzliche Untersuchung der physiologischen Reaktionen der Kinder während der Situation wurde jedoch festgestellt, dass ihr Cortisolspiegel im Speichel beim Fortgehen der Bindungsperson höher ansteigt als der sicher gebundener Kinder, welche ihrem Kummer Ausdruck verleihen. Auch ihr Herzschlag beschleunigt sich. All dies lässt auf Stress schließen. Kommt die Bindungsperson zurück, wird sie ignoriert. Die Kinder suchen eher die Nähe der fremden Person und meiden ihre eigentliche Bindungsperson.
Unsicher-vermeidenden Kindern fehlt die Zuversicht bezüglich der Verfügbarkeit ihrer Bindungsperson. Sie entwickeln die Erwartungshaltung, dass ihre Wünsche grundsätzlich auf Ablehnung stoßen und ihnen kein Anspruch auf Liebe und Unterstützung zusteht. Ein solches Bindungsmuster ist bei Kindern zu beobachten, die häufig Zurückweisung erfahren haben. Die Kinder finden einen Ausweg aus der belastenden bedrohlichen Situation des Immer-wieder-zurückgewiesen-Seins nur durch Beziehungsvermeidung.
In Deutschland sind im Gegensatz zu anderen westlichen Ländern besonders viele Erwachsene positiv beeindruckt, wenn Kinder auf das Verschwinden der Bezugsperson gleichgültig reagieren. Die Eltern nehmen das als „unabhängig“ wahr.

#### Unsicher-ambivalente Bindung
Diese Bindungsform wird auch ängstliche, ängstlich-widerstrebende, resistente, ambivalente Bindung oder auch C-Bindung genannt. Kinder, die hier beschrieben werden, zeigen sich ängstlich und abhängig von ihrer Bindungsperson. Geht die Bindungsperson, reagieren die Kinder extrem belastet. Eine fremde Frau wird ebenso gefürchtet wie der Raum selbst. Schon bevor die Bindungsperson hinausgeht, zeigen die Kinder Stress. Da sie die ungewohnte Situation fürchten, wird ihr Bindungsverhalten schon von Beginn an aktiviert. Die Kinder reagieren so auf das korrelierende Bindungsverhalten der Bezugsperson: Die Bindungsperson reagiert für das Kind nicht zuverlässig, nachvollziehbar und vorhersagbar. Der ständige Wechsel von einmal feinfühligem, dann wieder abweisendem Verhalten führt dazu, dass das Bindungssystem des Kindes ständig aktiviert sein muss. Es kann schwer einschätzen, wie die Bindungsperson in einer bestimmten Situation handeln oder reagieren wird. Das Kind ist somit permanent damit beschäftigt, herauszufinden, in welcher Stimmung sich die Bindungsperson gerade befindet, was sie will und was sie braucht, damit es sich entsprechend anpassen kann. Dies führt zu einer Einschränkung des Neugier- und Erkundungsverhaltens des Kindes, welches sich nicht auf die Exploration des Raumes konzentrieren kann. Die Kinder können keine positive Erwartungshaltung aufbauen, weil die Bindungsperson häufig nicht verfügbar ist – meist auch dann nicht, wenn sie in der Nähe ist. Dementsprechend erwarten sie keinen positiven Ausgang der Situation und reagieren extrem gestresst und ängstlich innerhalb der „fremden Situation“.
Im Erwachsenenalter kann der innere Spannungszustand, den Personen mit einem ängstlichen Bindungsstil erleben, dazu führen, dass dominierende oder kontrollierende Verhaltensweisen in zwischenmenschlichen Beziehungen gezeigt werden. Eine Studie von Weger (2006) zeigte, dass Menschen mit einem ängstlichen Bindungsstil im Streit verbal aggressiv reagieren können. Obwohl sie meistens eher dazu neigen, Auseinandersetzungen zu vermeiden, um die Beziehung nicht zu gefährden, kann es dann immer wieder mal zu Ausbrüchen kommen, wenn die Angst vor dem Verlassenwerden zu groß wird.
In einer weiteren Studie wurden deutliche Hinweise darauf gefunden, dass ängstlich gebundene Menschen spezifische Verhaltensweisen einsetzen, um ihre Partner stärker an sich zu binden. Diese Verhaltensweisen stehen häufig im Zusammenhang mit der Angst vor Verlust oder Untreue, wobei das Hauptziel darin besteht, das Risiko einer Trennung oder eines Fremdgehens zu minimieren. Um Nähe, Fürsorge und Aufmerksamkeit der Partner zu sichern, können Maßnahmen ergriffen werden, die von der Herabsetzung potenzieller Konkurrenz bis hin zu offensichtlichen Zeichen von Besitzansprüchen reichen. Dazu zählen auch Drohgebärden oder direkte Überwachung bei wahrgenommenen Bedrohungen der Beziehung. In einigen Fällen greifen ängstlich gebundene Menschen zu anderen Strategien, indem sie ihrem Partner durch äußere Attraktivität, gesteigerte Zuwendung oder sexuelle Anreize gefallen wollen. Ziel dieser Verhaltensweisen ist es, die emotionale Sicherheit innerhalb der Beziehung zu stärken und die Bindung zu festigen.

#### Desorganisiert/desorientierte Bindung
Der Bindungstyp der Desorganisierten Bindung oder D-Bindung wurde erst wesentlich später festgestellt. Mary Main, die auch Erwachsene mit dem AAI (Adult Attachment Interview) untersuchte, Judith Solomon und T. Berry Brazelton führten die Klassifikation ein. Es gab immer auch Kinder, deren Verhalten sich nicht eindeutig in eines der drei Hauptreaktionsschemata einordnen ließ. Ainsworth und auch nachfolgende Kollegen stuften solche Kinder meist innerhalb der sicheren Kategorie ein und einige wenige als vermeidend, teils auch als ambivalent-vermeidend (A/C-Bindung) bzw. unstabil-vermeidend. Einen großen Anteil dieser Kinder ordnete man nach Einführung des 4. Bindungstyps schließlich dem desorganisiert/desorientierten Bindungstyp zu. Desorganisiert gebundene Kinder zeigen äußerst unerwartete, nicht zuzuordnende Verhaltensweisen wie Stereotypien und unvollendete oder unvollständige Bewegungsmuster. Die Kinder erschrecken oft, wenn ihre Eltern den Raum nach kurzer Trennung wieder betreten und zeigen eine Mischung von Strategien wie unsicher-vermeidendes und unsicher-widersetzendes Verhalten. Einige der desorganisiert eingestuften Kinder schreien nach der Trennung nach ihren Bindungspersonen, entfernen sich aber bei der Wiedervereinigung von ihnen. Andere reagieren wie gelähmt mit einem benommenen Gesichtsausdruck, drehen sich im Kreis oder lassen sich auf den Boden fallen, wenn sie sich an den jeweiligen Elternteil wenden. Wieder andere erscheinen ängstlich in der fremden Situation mit geängstigtem Gesichtsausdruck, hochgezogenen Schultern oder einem Einfrieren aller Bewegungen. 
Die Bindungstheorie geht davon aus, dass ein Kind auf jeden Fall eine Bindung zu seiner Bindungsperson aufbauen muss. Die Bindungsverhaltensweisen werden aktiviert, sobald es Schutz und Unterstützung bedarf oder die Bindungsperson nicht in der Nähe ist. Das desorganisiert gebundene Kind konnte keine einheitliche Bindungsstrategie entwickeln, um Schutz und Trost zu bekommen: Wenn die Bindungsperson, die Schutz bieten soll, sowohl der Auslöser für das Bindungsverhalten ist als auch gleichzeitig eine Bedrohung darstellt, gerät das Kind in eine ausweglose Double-Bind-Situation. Eine andere Ursache für dieses Bindungsverhalten besteht bei Kindern, deren Bindungspersonen unter den Folgen eigener Psychotraumata leiden. Die traumatischen Erfahrungen zeigen sich den Kindern im verängstigten Verhalten ihrer Bindungspersonen. Die Angst, die sich im Gesicht einer Bindungsperson spiegelt, die unter Intrusionen leidet, ist für ein Kind erschreckend und aktiviert sein Bindungssystem, wobei die Quelle der Angst für das Kind nicht nachvollziehbar ist. Die Bindungsperson kann in einer solchen Situation zumeist nicht adäquat auf die Versorgungsbedürfnisse ihres Kindes eingehen. So reagierten manche Mütter mit beinahe eine Minute langem Einfrieren aller Bewegungen oder zeigten sich durch neutrale Verhaltensweisen ihrer Kinder in Angst versetzt. Das Kind erlebt schließlich die Welt ständig als einen bedrohlichen Ort, dessen Schrecken sich in der Bezugsperson widerspiegelt.

#### Häufigkeit und Stabilität
Die sichere Bindung liegt mit einer Häufigkeit von 60–70 % vor, gefolgt von der unsicher-vermeidenden Bindung und der unsicher-ambivalenten Bindung mit jeweils 10–15 %. Vergleichsweise selten tritt die desorganisiert-desorientierte Bindung mit einer Häufigkeit von 5–10 % auf (Berk 2005). In einer Studie von Waters, Merrick u. a. (2000) stellte sich heraus, dass 72 % der untersuchten Stichprobe eine Bindungsstabilität von mindestens 20 Jahren aufweisen. Es wird jedoch auch darauf hingewiesen, dass in Fällen, in denen stärkere Beziehungsveränderungen erlebt werden, weniger stabile Bindungsmuster zu finden sind.

### Auswirkungen von Bindungstypen auf die weitere Entwicklung des Kindes
Durch die Bindungstheorie konnten langfristige Effekte der frühen Bindungsperson-Kind-Beziehung nachgewiesen werden. Aus der Qualität der Bindung, die beim Fremde-Situations-Test bei den 12 bis 18 Monate alten Kindern festgestellt wurde, lassen sich einige zutreffende Vorhersagen ableiten:
Sicher gebundene Kinder zeigen später adäquateres Sozialverhalten im Kindergarten und in der Schule, mehr Phantasie und positive Affekte beim freien Spiel, größere und längere Aufmerksamkeit, höheres Selbstwertgefühl und weniger depressive Symptome. In anderen Studien zeigten sie sich offener und aufgeschlossener für neue Sozialkontakte mit Erwachsenen und Gleichaltrigen als vermeidende und/oder ambivalent gebundene Kinder. Sicher gebundene Jungen zeigten mit sechs Jahren weniger psychopathologische Merkmale als die unsicher gebundenen. Auch könnten frühe Bindungserfahrungen einen neurophysiologischen Einfluss ausüben. Hierbei konnte ein Einfluss von Bindungserfahrungen auf die Ausbildung der Rezeptoren des Hormons Oxytocin gefunden werden, welches wiederum das Bindungsverhalten beeinflusst.
Siehe auch:
- Abschnitt „Entwicklungsrisiken und Psychopathologie“
- Neurobiologie der Bindung

### Hochrisikogruppen
In Hochrisikogruppen, also Gruppen psychisch kranker, stark traumatisierter oder vernachlässigter Kinder, konnten verschiedene Forscher noch weitere Bindungstypen identifizieren. Dazu gehören Mischungen aus unsicher-vermeidendem und ambivalentem Bindungsverhalten. Darüber hinaus fanden sich Kinder mit zwanghaftem Pflegeverhalten sowie Überangepasstheit bei den unsicher-vermeidenden sowie aggressives Drohverhalten und hilflose Verhaltensstrategien bei den unsicher-ambivalenten Bindungstypen.

## Psychologische Messverfahren bei Kindern und Erwachsenen
Das Bindungsverhalten konnte in verschiedene Bindungstypen des Kindes eingeteilt werden, wie in der fremden Situation erforscht werden konnte. Das Kind versucht, mit diesen unterschiedlichen Strategien die emotionalen Bedürfnisse, die auf seine Bezugspersonen gerichtet sind, zu regulieren.
Welche Reaktionen die Bezugspersonen dem Bindungsverhalten des Kindes gegenüber zeigen, welche Einstellung Erwachsene gegenüber Bindung haben und wie sich die Ursache für diese Einstellung erklären lässt, ist ein weiteres Interesse der Bindungsforschung.
Während bei 12–36 Monate alten Kindern das Bindungsverhalten leicht zu beobachten ist, ist dies bei älteren Kindern und Erwachsenen schwieriger. Das primäre Bindungsverhalten aus Annäherung und explorativem Verhalten kann dann nicht mehr beobachtet werden. Ab dem Vorschulalter sind aber zumeist Einstellungen gegenüber Bindungen zu finden oder es ist möglich, die Einbeziehung von vergangenen Bindungserfahrungen in die persönliche Lebensgeschichte zu erfragen.
Neben der von Ainsworth eingeführten Fremde-Situation-Untersuchungsmethode wurden weitere Interviewverfahren und spezifische Testverfahren für Kinder und Erwachsene entwickelt, um die Bindung im Lebensverlauf beurteilen zu können.
Zur Forschung steht der Bindungstheorie die Beobachtung der Mutter-Kind-Interaktion als Mittel zur Verfügung, die ein genaues Bild vom Verhalten der Bindungspartner in der entsprechenden Situation geben kann.
Für Kinder im Vorschulalter und frühen Schulalter steht ein Test zur Verfügung, der mit Hilfe von vorgegebenen Geschichten, die im Spiel ergänzt werden, auf den Bindungstyp des Kindes schließt.
Für ältere Kinder zwischen dem achten und dreizehnten Lebensjahr wurde das Child Attachment Interview (CAI) konzipiert.
Für Erwachsene gibt es verschiedene Selbstauskunftsfragebogen, d. h., sie sind von der betreffenden Person selbst zu beantworten. Sie arbeiten dabei mit drei oder vier verschiedenen Bindungstypen.
Die hinter dem Verhalten liegende kognitive und emotionale Einstellung der erwachsenen Interaktionspartner wird in der Bindungsforschung vor allem mit dem Adult Attachment Interview (AAI) (engl. für „Erwachsenen-Bindungs-Interview“) von Mary Main untersucht und bewertet. Das Besondere des Tests ist, dass nicht die Beschreibungen der Erwachsenen über ihre frühen Kindheitserfahrungen ausgewertet werden, sondern die Kohärenz der Aussagen über diese Zeit und die aktuelle Einstellung gegenüber Bindung.
Es wird also bewertet, inwieweit Erwachsene logisch und zusammenhängend von ihrer früheren und aktuellen Situation berichten können. Hierbei spielt es keine Rolle, ob traumatische Erfahrungen tatsächlich gemacht wurden, sondern durch die Kohärenz der Erzählungen kann darauf geschlossen werden, inwieweit die Erfahrungen der Kindheit in der aktuellen Situation verarbeitet werden. Als kohärent betrachtet wird eine kurze, zusammenhängende und logische Beschreibung der vergangenen Erfahrungen und der aktuellen Einstellungen.
Mit dem Adult Attachment Interview lässt sich ein deutlicher Zusammenhang zwischen dem Bindungstyp des Kindes und der Bindungseinstellung der Bezugsperson nachweisen. So gibt es Untersuchungen, in denen bei während der Testung schwangeren Erstgebärenden ein Zusammenhang zwischen der Bindungseinstellung der Mütter und dem Bindungstyp des Kindes gefunden wurde. Es konnte eine Vorhersage von bis zu 80 Prozent zwischen den Aussagen der werdenden Mütter und deren Klassifikation der „Erwachsenen Bindungseinstellung“ und dem sich entwickelnden Bindungstyp des – zu diesem Zeitpunkt noch ungeborenen – Kindes gefunden werden. Hierfür wurden die Kinder zu einem späteren Zeitpunkt mit der Fremden Situation bewertet.
Aus dem Adult Attachment Interview konnten einige Klassifikationen von den verschiedenen Bindungseinstellungen erarbeitet werden. Diese wurden wiederum in Verbindung mit den Bindungsverhalten von Kindern in der Fremden Situation gesetzt. Dieser Forschungsgegenstand geht auf den von Bowlby eingeführten Begriff der inner working models zurück, also den psychischen Auswirkungen der Bindungserfahrungen (siehe oben bei: Grundlagen der Bindungstheorie).

## Bindung Erwachsener und die Auswirkungen auf die Bindungsqualität ihrer Kinder
Bestimmte Klassifikationen von Bindungsrepräsentanzen oder Bindungsschemata, die bei der Durchführung des Adult Attachment Interviews gefunden wurden, konnten bestimmten Bindungstypen ihrer Kinder zugeordnet werden, die ebenfalls in der Fremden Situation untersucht wurden:

### Autonome Bindungseinstellung
Diese Bindungseinstellung, auch engl. free-autonomous genannt, wird oft mit „F“ abgekürzt. Diese Bindungspersonen werden als solche mit Selbstvertrauen, Frustrationstoleranz, Respekt und Empathie beschrieben. Sie sind sich der negativen wie positiven Affekte und Einstellungen gegenüber ihren eigenen Bindungspersonen bewusst und reflektieren diese in angemessener Weise und Distanz. Eine unbewusste Identifikation mit ihren Eltern zeigt sich kaum – die eigene Eltern-Kind-Beziehung wird realistisch betrachtet und nicht idealisiert.
Diese Elternteile hatten zumeist selbst Bezugspersonen mit einer autonomen Bindungseinstellung oder haben ihre sichere Bindung im Laufe ihrer Biographie durch die Möglichkeit zu alternativen Beziehungserfahrungen mit anderen, nicht primären Bindungspersonen, durch einen Partner oder zum Beispiel mit Hilfe einer psychotherapeutischen Unterstützung erhalten.
Diese Eltern reagieren vorhersehbar auf ihre Kinder und können angemessen auf das Bindungsverhalten ihrer Kinder eingehen.

### Distanziert-beziehungsabweisende Bindungseinstellung
Diese Bindungseinstellung, auch engl. dismissing genannt, wird oft mit „Ds“ abgekürzt. Erwachsene mit dieser Bindungsrepräsentanz können sich kaum an ihre eigene Kindheit erinnern, was bedeutet, dass sie viel verdrängt haben. Tendenziell idealisieren sie ihre Eltern und deren Erziehungsmethoden, wenngleich keine konkreten Situationen aufgezählt werden können, welche diese Idealisierung rechtfertigen. Berichtet wird hingegen von mangelnder elterlicher Unterstützung sowie von Zurückweisung (offen oder verdeckt) der kindlichen Bedürfnisse. Die Erwachsenen mit einer distanziert-beziehungsabweisenden Bindungseinstellung verleugnen die Bedeutung ihrer eigenen Erfahrungen mit den Eltern und deren Folgen für die Färbung ihrer aktuellen Affekte. Sie zeigen ein sehr großes Unabhängigkeitsbestreben und verlassen sich lieber auf die eigene Stärke. Sie formulieren, die fehlende Hilfe nicht vermisst zu haben und diesbezüglich auch keine Wut oder Trauer zu verspüren. Kinder dieser Erwachsenen können eher mit affektiver Unterstützung und Einstellung auf ihre Bedürfnisse rechnen, wenn sie versuchen, eine Aufgabe zu bewältigen. Die Kinder werden früh unter Leistungsdruck gesetzt. Den Ergebnissen des Adult Attachment Interviews zufolge, gefällt es diesen Müttern, wenn die Kinder Anhänglichkeit zeigen. Allerdings neigen sie dann dazu, das Kind zu ignorieren, wenn es Beruhigung und Unterstützung braucht.

### Präokkupierte, verstrickte Bindungseinstellung
Diese Bindungseinstellung, auch engl. entangled-enmeshed genannt, wird oft mit „E“ abgekürzt. Diese Einstellung haben häufig Menschen, welche von den Erinnerungen an die eigene Kindheit flutartig überschüttet und permanent belastet sind. Die Probleme und Schwierigkeiten innerhalb der Beziehung zur eigenen Bindungsperson konnten sie nicht verarbeiten; sie überbewerten sie und pendeln zwischen Gefühlen wie Wut und Idealisierung hin und her. Letztlich stehen sie noch immer in einer Abhängigkeitsbeziehung zu den eigenen Bindungspersonen und sehnen sich nach deren Zuwendung und Wiedergutmachung. Die Mütter von Menschen mit dieser Bindungsrepräsentanz waren in den häufigsten Fällen „schwach“ und „inkompetent“ und konnten dementsprechend in Bedrohungssituationen, in denen ihre Kinder das Bindungssystem aktivierten, weder Schutz noch Beruhigung bieten.
Kann die Mutter (oder entsprechende Bindungsperson) die Angst ihres Kindes nicht beseitigen, kommt es zu vermehrtem Anklammern. Die Ablöseprozesse beim Kind werden auch deshalb als besonders erschwert gesehen, weil die „schwache“ Mutter das Kind häufig parentifiziert und es daher schließlich das Gefühl hat, die Mutter versorgen zu müssen. Kindern solcher Eltern wird durch Verwöhnung und/oder durch das Hervorrufen von Schuldgefühlen verwehrt, sich explorativ zu verhalten und Wut, Aggressionen, Trotz und Unabhängigkeitsbestreben zu zeigen. Dadurch ist die Identitätsentwicklung der Kinder erschwert.

### Von unverarbeitetem Objektverlust beeinflusste Bindungseinstellung
Diese Bindungeinstellung, auch engl. unresolved genannt, wird oft mit „U“ abgekürzt. Bindungspersonen, die unter einem unverarbeiteten Trauerprozess leiden oder nicht verarbeitete Erfahrungen von Misshandlung oder sexuellem Missbrauch erlebten, haben sehr häufig Kinder des desorganisierten Bindungstyps. Als Erklärung dient die Annahme, dass Bindungspersonen, welche unter Traumatisierungen leiden, keinen Schutz bieten können, bei ihren Kindern jedoch verhältnismäßig oft das Bindungsverhalten aktivieren, da sie ausgeprägte Furcht vor einem Grauen zeigen, welches für das Kind nicht greifbar ist. Wenn die traumatisierte Bindungsperson das Kind unter Umständen misshandelt, missbraucht, permanent beschämt etc., wird sie nicht zu einer vor Gefahren schützenden Instanz für das Kind, sondern selbst zu einer Quelle der Angst und Gefahr. Auch hier kommt es häufig zu einer Parentifizierung der Kinder durch ihre Eltern. Mütter mit einer Bindungsrepräsentanz dieses Typs überlassen ihren Kindern die Führung in der Beziehung in ungewöhnlichem Ausmaß. Generationsgrenzen werden überschritten und die Kinder fühlen sich in der Pflicht, ihre Eltern zu versorgen und ihr psychisches wie auch physisches Wohl zu sichern.

### Nicht klassifizierbarer Bindungstyp
Innerhalb der Untersuchungen zum AAI wird diskutiert, eine weitere Kategorie für nicht zuzuordnende Erwachsene zu schaffen. Diese wird zumeist als Cannot classify (CC) bezeichnet. Dieser Bindungstyp ist durch Folgendes gekennzeichnet:
- Der Proband wechselte im AAI zwischen distanziertem und präokkupiertem Bindungstyp, ohne dass eine klare Strategie zu erkennen war.
- Meist stellten die Untersuchten schwerwiegende traumatische Erfahrungen dar.
- Sie zeigten häufig zutiefst negative Einstellung gegenüber Bindung.
- Sie verfügten über unvereinbare Denk- und Verarbeitungsstrategien.[16][34]

### Zusammenhänge zwischen der Bindung Erwachsener und kindlichen Bindungstypen
Wie zu erwarten, zeigten sich bei der Untersuchung sowohl der Eltern als auch der Kinder statistische Zusammenhänge, welche die Bedeutung der Bindungsrepräsentanzen bei den Eltern für die Entwicklung von bestimmten Bindungstypen bei den Kindern haben.
- Autonom klassifizierte Eltern (Bindungtyp F) hatten häufiger sicher gebundene Kinder (B-Bindung).
- Beziehungsabweisende (Distanzierte, Bindungstyp Ds) eher vermeidend gebundene Kinder (A-Bindung).
- Verstrickte Eltern (Bindungstyp E) eher ambivalente Kinder (C-Bindung).
- Eltern, die unter einem unbewältigten Trauma leiden (Bindungstyp U), hatten vermehrt desorganisiert gebundene Kinder (D-Bindung).

Hierbei liegt die Übereinstimmung der Ergebnisse besonders hoch bei der sicher gebundenen Gruppe. Autonome Eltern haben mit 75 bis 82 Prozent sicher gebundene Kinder. Die anderen Gruppen liegen etwas darunter.
Eine Metaanalyse konnte den Effekt der Weitergabe von Bindungsverhalten über Generationen hinweg bestätigen.

## Die Entstehung der Bindungsbeziehung und Neurobiologie
Der Neurobiologe und Psychologe Allan N. Schore sieht die Entstehung der Bindung vor allem als Regulationsprozess zwischen der Mutter und ihrem Kleinkind an. Er sieht die Entwicklung der rechten Hirnhälfte, die in den ersten Lebensjahren dominant ist, als wichtigen Entwicklungsbereich, der von Qualität der Regulationsprozesse von der Mutter beeinflusst wird. Hier sieht er vor allem die Entwicklung des orbitofrontalen Kortex beeinflusst, der eine wichtige Steuerungsfunktion von Affekten und dem Verständnis von Interaktion, aber auch dem Verständnis von Affekten, die von einem Gegenüber gezeigt werden, einnimmt. Für die Reifung dieser Gehirnregionen ist die frühe Interaktion mit der Bezugsperson bedeutsam.
Die Responsivität, also die Reaktionen der Mutter auf ihr Kind, ist entscheidend für die Entwicklung einer sicheren oder unsicheren Bindung.

## Modifikation des Konzepts Bowlbys in der neueren Forschung
John Bowlby vertrat auf der Grundlage seiner empirischen Befunde strikt die These, dass für den Aufbau einer stabilen Bindung die Beziehung des Kindes zu einer zentralen Bindungsperson (normalerweise die Mutter) konstitutiv sei. Neuere Forschungen haben zu der Auffassung geführt, dass Kindern ein solcher Bindungsaufbau auch dann gelingt, wenn gleichzeitig Beziehungen zu mehreren Bindungspersonen bestehen.
Dies betrifft in erster Linie eine Aufwertung der Bedeutung des Vaters, ist aber auch in solchen Konstellationen von Bedeutung, wo im Falle berufstätiger Mütter neben die leibliche noch eine Pflegemutter tritt, zu der Kinder oft intensive Beziehungen aufbauen. Hierbei wird jedoch beobachtet, dass das Kind eine deutliche Unterscheidung zwischen den verschiedenen Bindungspersonen vornimmt, indem es ihnen unterschiedliche Funktionen zuordnet (z. B. bleibt die leibliche Mutter häufig die zentrale Bindungsperson, an die das Kind sich vorrangig wendet, wenn es sich schlecht fühlt).
Interessanterweise scheinen selbst sehr kleine Kinder in der Lage zu sein, die Bindung zu einer Tagesmutter in einer Kindertagesstätte auf einen funktionalen Aspekt zu reduzieren, sofern sie zu ihren primären Bindungspersonen eine sichere Bindung aufgebaut haben. Als Indiz für diese Annahme dient die Beobachtung, dass sicher gebundene Kinder ihr Verhalten in der Kindertagesstätte nicht oder nur geringfügig ändern, wenn sie es mit einer anderen als der gewohnten Betreuungsperson zu tun haben. Gerade bei der Eingewöhnung der Kinder in die anfangs ungewohnte Situation in einer Kindertagesstätte zeigt sich zugleich die Richtigkeit von Bowlbys Konzept einer primären Bindungsperson: Die Eingewöhnung gelingt nachweislich besser, wenn das Kind in der Anfangsphase von der Mutter oder dem Vater oder einer anderen sicheren Bezugsperson begleitet und somit schonend in die neue Situation eingeführt wird („sanfte Ablösung“).
Auch zeigte sich, dass nicht die Quantität der Beziehung zu einer oder mehreren Bezugspersonen ausschlaggebend für die Entwicklung einer bestimmten Bindung ist, sondern die Qualität. Bowlby nahm an, dass die ständige Verfügbarkeit der Bindungsperson in den ersten Lebensjahren unabdingbar ist, damit das Kind eine sichere Bindung entwickeln kann. Die Entwicklung der Bindung hänge aber nicht von der ständigen Anwesenheit der Bezugsperson ab, sondern vor allem von der entwickelten Qualität der Bindung.

## Bindungsstörungen
Bowlby sah in der längeren Trennung des Kindes von seinen Bezugspersonen den Ausgangspunkt für eine pathologische Entwicklung (psychische Deprivation). Gemeint sind damit Zeiten von mehreren Wochen, mindestens aber zwei Monaten. Erfolgt die Wiedervereinigung mit der Bezugsperson vor dieser Frist, verschwinden die Störungen wieder und das Kind ist in der Lage, die normale Entwicklung aufzuholen. Allerdings besteht hier die Gefahr von verborgenen Störungen, die erst im späteren Leben in Erscheinung treten, wie z. B. eine erhöhte Depressionsanfälligkeit. In Ausnahmefällen führt schon eine kürzere Trennungsphase zu bleibenden psychischen Beeinträchtigungen.
Andauernde Trennung von einer Bindungsperson löst nach Bowlby einen mehrphasigen Trauerprozess aus, im Zuge dessen die Trennung mehr oder weniger gut verwunden wird. Momente der Trauer sind die (unrealistische) Suche nach der Bezugsperson sowie Aggression und Wut, die sich auch auf die verlorene Bezugsperson richten.
Auf Bowlbys Bindungstheorie geht auch das heute in westlich orientierten Ländern zum Standard der Kindermedizin gehörende Rooming-in zurück – also die Möglichkeit, dass die Mutter während des Krankenhausaufenthaltes bei ihrem Kind bleibt.
Bindungsstörungen unterscheiden sich von den unsicheren Bindungsstilen, die als eine ungünstige Anpassung, welche im Bereich der Norm liegt, verstanden werden können. Im Fall einer Bindungsstörung zeigen sich stabile Muster, die sowohl in der Kindheit als auch im Jugendalter angewendet werden können, aber auch für den erwachsenen Menschen eine Bedeutung haben.
Einer oder mehrere Beziehungsabbrüche können bei Kindern dazu führen, generell keine engere Beziehung mehr aufzunehmen oder ein stark ambivalentes Verhältnis zu nahen Beziehungen zu entwickeln. In einem solchen Fall fallen diese Kinder dadurch auf, dass sie gar kein Bindungsverhalten zeigen.
Neben dem völligen Fehlen von Bindungsverhalten ist das „undifferenzierte Bindungsverhalten“ auffällig. Dies wird auch als „soziale Promiskuität“ bezeichnet. Diese Kinder unterscheiden nicht zwischen den Bindungspersonen und zeigen keine Zurückhaltung gegenüber fremden Personen. Sie verhalten sich gegenüber unterschiedlichen Personen und Fremden nahezu gleich, wenn ihr Bindungssystem aktiviert wird. Zu diesen Kindern wird auch der „Unfall-Risiko-Typ“ gezählt. Diese Kinder verletzen sich oft durch ausgeprägtes Risikoverhalten selbst. Auffällig ist, dass sie sich häufig nicht durch Blicke bei ihren Bezugspersonen rückversichern, ob das Erkundungsverhalten von diesen erwünscht ist, als risikoarm eingeschätzt wird, erfreut gesehen wird etc. („Soziales Referenzieren“). Sie entwickeln kein Verständnis für riskante Handlungen.
„Übersteigertes Bindungsverhalten“ bezeichnet ein starkes Klammern von Kindern. Diese sind nur in der absoluten Nähe zu ihrer Bezugsperson emotional beruhigt. Es ähnelt dem unsicher-ambivalenten Bindungsstil, ist aber stark übersteigert.
Bei einem „gehemmten Bindungsverhalten“ zeigen die Kinder eine übermäßige Anpassung, welche sich zumeist bei der Abwesenheit der Bezugsperson etwas lockert. Die Kinder können dann ihre Gefühle freier und offener zum Ausdruck bringen. Durch Gewalt in der Erziehung oder deren Androhung zeigen diese Kinder Bindungswünsche zurückhaltend gegenüber den Bezugspersonen.
Im „aggressiven Bindungsverhalten“ eröffnen Kinder ihre Bindungsbeziehungen durch körperliche oder verbale Aggression. Dies ist eine Form des Ausdrucks von Nähewünschen. Häufig nimmt das aggressive Verhalten nach dem Aufbau einer Bindung ab. Oftmals zeigen sich die Familienmitglieder untereinander körperlich oder verbal aggressiv.
Bei dem Bindungsverhalten mit „Rollenumkehr“ zeigt sich das Kind überfürsorglich gegenüber der Bindungsperson und übernimmt für diese Verantwortung, sobald diese das signalisiert. Das Erkundungsverhalten wird dadurch eingeschränkt. Diese Kinder fürchten oft um den realen Verlust der Eltern, etwa durch Krankheit, Trennung, Scheidung oder gar Tod.
Bindungsstörungen können sich auch in Form psychosomatischer Störungen zeigen. Hierbei zeigen sich in besonders heftigen Fällen von emotionaler Verwahrlosung Wachstumsstörungen. Bekannt geworden ist der Hospitalismus. Bei Störungen in der Eltern-Säuglingsbeziehung kann es beim Kind zu Ess-, Schrei- und Schlafstörungen kommen (Siehe auch: Regulationsstörungen im Säuglingsalter).
Bindungsstörungen, insbesondere die Desorganisiert/desorientierte Bindung scheinen einen Einfluss auf die Vulnerabilitätsschwelle zu besitzen, also die Schwelle ab der ein Mensch Belastungen nicht mehr verarbeiten kann und eine psychische Störung entwickelt. Dabei wird die Anfälligkeit für psychische Erkrankungen durch eine unsichere Bindung erhöht. Eine Zuordnung von unsicheren Bindungsstilen und einer bestimmten Psychopathologie konnte bisher nicht festgestellt werden.

## Entwicklungsrisiken und Psychopathologie
Nachdem Bowlby und Ainsworth zunächst nur das Bindungsverhalten von „normalen“ Kindern untersuchten, konzentrierte sich die Forschung seit Mitte der 1980er Jahre auch auf die Untersuchung von Risikogruppen. Dazu gehörten z. B. die Kinder von schizophrenen oder depressiven Müttern. Außerdem wurden Eltern-Kind-Paare untersucht, in denen es nachweislich zu Misshandlungen oder Vernachlässigungen gekommen war. „Sämtliche Arbeiten stimmen dahingehend überein, dass misshandelte Kinder wesentlich häufiger unsicher gebunden sind als Kinder einer vergleichbaren Kontrollgruppe.“ Eine weitere Risikogruppe scheinen sehr kleine Frühgeborene zu sein.
Es wurden auch Untersuchungen von Kindern vorgenommen, die mit bestimmten Bindungsstörungen diagnostiziert wurden (z. B. Secure base distortion) und Kindern von traumatisierten Müttern, bei denen eine Posttraumatische Belastungsstörung diagnostiziert wurde.
Darüber hinaus gibt es Zusammenhänge zwischen psychopathologischen Störungen im Erwachsenenalter und Bindungsstörungen. Dies vor allem bei Borderline-Persönlichkeitsstörungen, Agoraphobie, nach sexuellem Missbrauchstrauma im Kindesalter, bei Adoleszenten mit suizidalem Agieren, Depression, bei Vulnerabilität für psychiatrische Erkrankungen, Schizophrenie sowie bei Patienten mit Torticollis spasticus. Darüber hinaus wird der Einfluss von Bindungsstörungen auf Psychosomatische Erkrankungen diskutiert.
Nachdem die desorganisierte „D“- (nach Main) oder ambivalent-vermeidende „A/C“-Bindung (nach Ainsworth) als Klassifizierung eingeführt wurde, konnten noch deutlichere und genauere Vorhersagen über das Bindungsverhalten gemacht werden. Vor der Einführung der neuen Bindungsklassifizierung waren viel mehr Kinder, die merkwürdige Bindungsreaktionen zeigten, als sicher gebunden klassifiziert worden.
Daraufhin konnte beispielsweise festgestellt werden, dass Jungen bei gleich schwerer Misshandlung häufiger in die stärker gestörte ambivalent-vermeidende (A/C)-Gruppe klassifiziert werden mussten als Mädchen.
Bindungsforscher fanden außerhalb der Fremden Situation in der Beobachtung alltäglicher Pflege- und Spielinteraktionen heraus, dass vernachlässigende Mütter ihre Kinder wenig stimulierten und wenig auf ihre Signale reagierten, d. h. sie traten nicht in eine „normale“ Beziehungsinteraktion mit ihnen. Misshandelnde Mütter hingegen gaben sich meist große Mühe, während sie zugleich die frustriertesten Kinder hatten. Das Interaktionsverhalten wirkte kontrollierend und gelegentlich irritierend auf die Kinder. Mütter, die ihre Kinder adäquat versorgten und auch nicht wegen Vernachlässigung oder Misshandlung aufgefallen waren, wurden als überwiegend feinfühlig und flexibel eingeschätzt.
Eine Forschungsgruppe fand heraus, dass als vernachlässigend eingeschätzte Mütter weniger variabel und weniger „echt“ interagierten als normale. Auch sprachen sie weniger in der Babysprache. Mütter, die als ablehnend eingeschätzt wurden, interagierten restriktiver und weniger zärtlich.
Dass die Säuglinge in den ersten drei Monaten noch als normal in ihrer Interaktion eingeschätzt wurden, widerspricht der Ansicht, dass insbesondere schwierige Säuglinge Opfer von Misshandlungen würden. Spätere Verhaltensauffälligkeiten müssten so als Folge und nicht als Ursache der Misshandlung betrachtet werden. Misshandelte Kinder werden so überwiegend zu schwierigen, vernachlässigte Kinder werden überwiegend zu schwierigen oder passiven Interaktionspartnern.
Die nachträglich geschaffene, besondere Klassifizierung der desorganisierten Bindung („D“- bzw. „A/C“-Bindung) bildet also häufig traumatisierende und/oder hochgradig inkonsistente Beziehungserfahrungen ab. In Normalpopulationen sind etwa 15 Prozent desorganisiert gebunden, in misshandelten etwa 82 Prozent oder mehr. Aber auch Kinder aus Multi-Problem-Familien oder von depressiven Müttern können diesen Bindungstyp entwickeln. Deshalb kann nicht regelhaft von einer desorganisierten „D“-Bindung auf das Vorkommen von Misshandlungen geschlossen werden.
Das Entwickeln einer nicht sicheren Bindung ist an sich noch keine Psychopathologie. Auch die vorhersehbaren Folgen einer unsicheren Bindung, wie weniger Phantasie im Spiel oder eine kürzere Aufmerksamkeitsspanne, gelten natürlich nicht als Psychopathologie. Allerdings gilt die unsichere Bindung als disponierender Faktor. Stammen unsicher gebundene Kinder aus Hoch-Risiko-Gruppen, zeigen sie sehr häufig große Schwierigkeiten in Sozialverhalten und Impulskontrolle.
Einige Diagnosemanuale wie die ICD-10 und das DSM-IV beziehen das Konzept der Bindung in einige Diagnosen ein. Bindungsstörungen, wie sie in der Bindungstheorie beschrieben werden, bilden die Diagnosesysteme allerdings nicht ab. So bestehen im ICD-10, dem Diagnoseklassifikationssystem der Weltgesundheitsorganisation, zwei direkt auf die Bindung bezogene Diagnosen:
- Reaktive Bindungsstörung im Kindesalter (F94.1)
- Bindungsstörung des Kindesalter mit Enthemmung (F94.2)

Die Reaktive Bindungsstörung beschreibt eine gehemmte Bindungsbereitschaft gegenüber Erwachsenen, die von Ambivalenz und Furchtsamkeit geprägt ist. Die Bindungsstörung mit Enthemmung beschreibt ein klinisches Bild mit enthemmter, distanzloser Kontaktfreudigkeit gegenüber verschiedensten Bezugspersonen. Beide Störungen werden auf extreme emotionale und/oder körperliche Vernachlässigung und Misshandlung zurückgeführt. Dabei entsprechen die aufgeführten ICD-10-Diagnosen nicht dem übergeordneten Erklärungsmodell der Bindungstheorie. Sie stellen lediglich Anpassungen dar, welche kaum für eine angemessene Bindungsdiagnostik im Sinne der Bindungstheorie anwendbar sind.
In folgenden Diagnosen des ICD-10 können bindungstheoretische Konzepte zugrunde gelegt werden:
- Störung des Sozialverhaltens bei fehlenden sozialen Bindungen (F91.1)
- Störungen mit Trennungsangst des Kindesalters (F93.0)
- Störungen mit sozialer Ängstlichkeit des Kindesalters (F91.2).[58]

Die Bindungsforschung hat sich u. a. mit der Gruppe misshandelter und vernachlässigter Kinder genau auseinandergesetzt. Hieraus resultierte, dass „es mittlerweile als einer der empirisch am besten gesicherten Befunde der Entwicklungspsychologie gelten [kann], dass misshandelte Kinder ein gestörteres, insbesondere aggressiveres Verhalten im Umgang mit Gleichaltrigen zeigen als nicht misshandelte“. Diese Befunde sind für die gesamte Kindheit gesichert. Auch resultierte aus der Forschung, dass die Folgen schlimmer sind, je früher die Misshandlung beginnt und je länger sie dauert.
Fortwährend misshandelte oder vernachlässigte Kinder zeigen neben der unsicheren Bindung mehr Probleme mit Gleichaltrigen und dem Lehrpersonal. Jedoch sind vernachlässigte Kinder insgesamt weniger aggressiv. Sie sind oft eher passiv und zurückgezogen.
Mit zwei bis sechs Jahren zeigen beide Gruppen u. a. weniger Einfühlsamkeit, reagieren auf den Kummer anderer mit Aggression, sind hypermotorisch, können sich nicht konzentrieren, sind unaufmerksam und geben schnell auf, sind distanzlos oder misstrauisch und zeigen weniger Neugier- und Explorationsverhalten und zeigen sich darum weniger intelligent. Am stärksten hierbei sind die vernachlässigten Kinder betroffen. Sie zeigen die wenigsten positiven Affekte und die geringste Impulskontrolle sowie die niedrigsten IQ-Werte.
Im Erwachsenenalter zeigen sich ähnliche Ergebnisse. Erwachsene mit unsicheren/gestörten Bindungsbeziehungen fühlen sich weniger sozial akzeptiert und sind erheblich depressiver. Auch zeigen sich die Folgen von Misshandlung im Erwachsenenalter durch Gewalttätigkeit, Drogenmissbrauch, Alkoholismus, Suizidalität, Angst, Depression und die Neigung zur Somatisierung.
Bei der Befragung von Frauen, die in ihrer Kindheit Opfer von Inzest waren, schätzten sich nur 14 Prozent als sicher gebunden ein, wohingegen 49 Prozent der Frauen in einer Kontrollgruppe sich als sicher gebunden einschätzten.
Aus den Ergebnissen der Bindungsforschung kann also gesagt werden, dass bestimmte Formen der Interaktion einen positiven wie negativen Einfluss auf die spätere Entwicklung haben können. So haben Vernachlässigung, Misshandlung oder sexueller Missbrauch einen besonders negativen Einfluss, der häufig eine psychische Störung auslösen oder begünstigen kann.
Hingegen gelten aus Sicht der vorhandenen Forschungsergebnisse der Bindungstheorie stabile längere Bindungen als wichtiger Schutzfaktor vor psychischen Störungen. Eine solche Bindungsbeziehung kann offenbar auch die Folgen von traumatischen Erfahrungen, wie sexuellen Missbrauch oder Misshandlung, mildern. In therapeutischen Beziehungen können durch nachholende Bindungserfahrungen individuelle Ressourcen genutzt werden.

## Bindungstheorie und Psychotherapie
Schon John Bowlby stellte Überlegungen an, wie seine Theorien in der klinischen Praxis angewendet werden können. Sein therapeutischer Ansatz für Erwachsene, die den Verlust einer wichtigen Bindungsperson zu beklagen hatten, unterschied sich deutlich von der klassischen Psychoanalyse. Er bestand darin, den sich entwickelnden Trauerprozess mit den auftauchenden ambivalenten Gefühlen im Beisein eines verständnisvollen Psychotherapeuten zu durchleben. Bowlby sah auch den Therapeuten dabei als Bindungsperson. Bei Kindern sah er es als bedeutende präventive Maßnahme an, sie in der frühen bis mittleren Kindheit möglichst nicht lange von den Eltern zu trennen. Sollte eine solche Trennung unvermeidlich sein, sollte den Kindern ein möglichst stabiles Umfeld geboten werden.
Allerdings wurde Bowlbys Ansatz bislang kaum in die Therapie umgesetzt; die Bindungstheorie stellt vor allem eine Grundlage für die Forschung in der Entwicklungspsychologie dar. Bowlby selbst vermutete u. a., dass seine Beobachtungen von Verhalten zu behavioristisch waren, als dass sie von psychotherapeutischem Interesse wären. Parallel zur Bindungstheorie entwickelte sich aber auch die psychoanalytische Therapie weiter, indem sie sich von einer Ein-Personen-Therapie hin zu einer Therapie entwickelte, die Gegenseitigkeitsbeziehungen nicht nur in der Entwicklung, sondern auch in der Therapie als bedeutsam ansah. Diese Sichtweise stützt sich auf die empirische Säuglings- und Kleinkindforschung sowie auf die Psychotherapieforschung, welche jeweils die Wechselseitigkeit in menschlichen Beziehungen untersuchen.
In einer Psychotherapie, welche die Erkenntnisse der Bindungstheorie einschließt, würde die therapeutische Beziehung eine neue Bindungserfahrung ermöglichen. Durch die Bearbeitung von Beziehung, Veränderung der Affekte, der Kognitionen und des Verhaltens können auch Objektbeziehungen verändert werden.

## Rezeption
Die Bindungstheorie ist seit den späten 1970er Jahren eine etablierte Disziplin in der Psychologie. Sie findet ebenso in der Entwicklungspsychologie, der Psychoanalyse, der kognitiven Psychologie sowie in anderen psychologischen Richtungen Beachtung, wird heute allerdings vor allem in Bezug auf die innerpsychischen Vorgänge erweitert. Sie ist nicht nur Grundlage für unterschiedliche moderne psychoanalytische Theorien, sondern gilt als wichtige Grundlage der modernen Selbstpsychologie, der modernen Objektbeziehungstheorie, der Relationalen und Intersubjektiven Psychoanalyse sowie des Konzeptes der Mentalisierung.
Die Erkenntnisse aus der Bindungstheorie haben sowohl die Verhaltenstherapie als auch die psychoanalytischen Therapien beeinflusst. Auf der Grundlage der Bindungstheorie wurden aber auch eigene Therapieverfahren entwickelt, wie die Bindungstherapie nach Karl Heinz Brisch, die psychoanalytisches Denken mit der Bindungstheorie verbindet.
Eine Kritik an der Bindungstheorie betrifft im Wesentlichen die unklare Rolle der Temperamentsfaktoren, die im Gegensatz zu dem Merkmal der mütterlichen Feinfühligkeit als Grundlage für die Entwicklung des Bindungsstils wenig beachtet wird. Martin Dornes sieht die unterschiedlichen Ergebnisse der Forschung, ob Feinfühligkeit oder Temperament die Ursachen des Bindungsstils darstellen, abhängig von der Qualität der Studien. Je genauer im Rahmen der Bindungsforschung die Feinfühligkeit der Bezugsperson in manchen Studien untersucht wurde, umso eher stellte sich heraus, dass sie im Vergleich zum Temperament dominiert. Auch scheint das Temperament durchaus zu einem überwiegenden Teil genetisch bestimmt zu sein, die Bindung hingegen nicht. Jüngere Studienergebnisse sprechen allerdings der auf das Temperament bezogenen Passung zwischen Bezugsperson und Kind (goodness of fit) durchaus eine wesentliche Bedeutung für die Bindung zu.
Eine weitere Kritik richtet sich gegen eine Überbetonung des Konzepts der Feinfühligkeit unter Vernachlässigung anderer Einflussgrößen.
Als weitere Kritik bemängelt Heidi Keller eine unklare Abgrenzung zwischen den Begriffen Beziehung und Bindung, welche beide durch kindzentrierte Sensitivität erreicht werden sollen. Keller schlägt vor, angesichts dieser Unklarheit den Blick stärker auf Beziehungen in und mit Kleingruppen zu richten.
Auf eklektische Weise und ohne wissenschaftlichen Anspruch hat William Sears, der Begründer des Attachment Parenting (The Baby Book, 1993), aus den Erkenntnissen der Bindungstheorie geschöpft.

### Bindungstheorie
- Lieselotte Ahnert (Hrsg.): Frühe Bindung. Entstehung und Entwicklung. Reinhardt, München 2004, ISBN 3-497-01723-X.
- Jean-Pierre Bouchard: La théorie de l'attachement est aussi une théorie de la violence / Attachment theory is also a theory of violence. In: L’Evolution Psychiatrique. 78(4), 2003, S. 699–703.
- Karl Heinz Brisch, Theodor Hellbrügge (Hrsg.): Bindung und Trauma. Risiken und Schutzfaktoren für die Entwicklung von Kindern. Klett-Cotta, Stuttgart 2003, ISBN 3-608-94061-8, S. 105–135.
- Manfred Endres, Susanne Hauser (Hrsg.): Bindungstheorie in der Psychotherapie. Reinhardt, München 2002, ISBN 3-497-01543-1.
- Peter Fonagy: Bindungstheorie und Psychoanalyse. Klett-Cotta, Stuttgart 2006, ISBN 3-608-95991-2.
- Gabriele Gloger-Tippelt, Volker Hofmann: Das Adult Attachment Interview. Konzeption, Methode und Erfahrungen im deutschen Sprachraum. In: Kindheit und Entwicklung – Zeitschrift für Klinische Kinderpsychologie. Band 3, Hogrefe, 1997.
- Klaus E. Grossmann, Karin Grossmann: Bindung und menschliche Entwicklung. John Bowlby, Mary Ainsworth und die Grundlagen der Bindungstheorie. Klett-Cotta, Stuttgart 2003, ISBN 3-608-94321-8 (nach Verlagsangaben ein umfangreicher, kommentierter Reader zentraler Texte von Bowlby und Ainsworth, zum Teil erstmals ins Deutsche übersetzt).
- Johanna Schoener: Wie viel Nähe braucht ein Kind, Herr und Frau Grossmann? (Interview) In: Die Zeit, 20. Dezember 2023, S. 36; online auf zeit.de, 23. Dezember 2023, abgerufen am 29. Dezember 2023.
- Eva Hédervári-Heller: Klinische Relevanz der Bindungstheorie in der therapeutischen Arbeit mit Kleinkindern und deren Eltern. In: Praxis der Kinderpsychologie und Kinderpsychiatrie. Band 49, 2000, ISSN 0032-7034, S. 580–595.
- Jeremy Holmes: John Bowlby und die Bindungstheorie. Reinhardt, München 2002, ISBN 3-497-01598-9.
- Henri Julius, Barbara Gasteiger-Klicpera, Rüdiger Kißgen (Hrsg.): Bindung im Kindesalter. Diagnostik und Interventionen. Hogrefe, Göttingen 2009, ISBN 978-3-8017-1613-4.
- Heidi Keller: Mythos Bindungstheorie: Konzept, Methode, Bilanz. Das Netz, Weimar 2019, ISBN 978-3-86892-159-5.
- Niels P. Rygaard: Schwerwiegende Bindungsstörung in der Kindheit. Anleitung zur praxisnahen Therapie. Springer, Wien 2006, ISBN 3-211-29706-5.
- Daniel Stern: Mutter und Kind. Die erste Beziehung (= Das Kind und seine Entwicklung). 5. Auflage. Klett-Cotta, Stuttgart 2006, ISBN 978-3-608-91685-0 (englisch: The first relationship. Infant and mother. Übersetzt von Thomas M. Höpfner).
- Bernhard Strauß, Anna Buchheim, Horst Kächele (Hrsg.): Klinische Bindungsforschung. Theorie, Methoden, Ergebnisse. Schattauer, Stuttgart 2002, ISBN 3-7945-2158-7.

### Bindung und Familienrecht
- Gerhard J. Suess, Hermann Scheuerer-Englisch, Klaus E. Grossmann: Das geteilte Kind – Anmerkungen zum gemeinsamen Sorgerecht aus Sicht der Bindungstheorie und -forschung. In: Familie Partnerschaft Recht. 1999, H. 3, S. 148–157.

## Medien
- Mirko Smiljanic: Frühförderung von Kindern – Schon ab der Kita die Karriere planen, Deutschlandfunk – „Hintergrund“ vom 14. März 2015.
- Cécile Loetz, Jakob Müller: Bindung. Der Stoff, aus dem die Seele ist. In: Rätsel des Unbewußten. Podcast zur Psychoanalyse und Psychotherapie (Folge 21).